# FUN (barca a vela)
FUN (acronimo di Formule  Un) è una barca a vela (e classe velica) ideata nel 1982 dai progettisti francesi Michel  Joubert  e  Bernard  Nivelt.

## Caratteristiche tecniche
Inizialmente costruita dal cantiere Jeanneau, dopo qualche anno la produzione è passata al cantiere Jullien - C.N.A. per poi essere trasferita in Italia (MOD - Simon Plast); dal 1998 le barche FUN sono costruite dal Cantiere Nautico Lillia, sul lago di Como.
Il FUN è dotato di deriva mobile, che può essere sollevata nel caso di navigazione su bassi fondali o per un più facile trasporto a rimorchio sul carrello stradale, può trasportare fino a sei persone e al suo interno ci sono quattro cuccette.
L'armo della classe FUN è a 7/8, e la randa (con superficie di circa 15 m²) è realizzata in dacron. Le vele di prua, sono due: un fiocco (circa 8 m²) per venti forti e un genoa (circa 15 m²) per venti fino a 15-18 nodi. Inoltre il piano velico prevede, per le andature portanti, uno spinnaker di circa 40 m².

## Regata
Durante una regata, l'equipaggio può essere composto da tre o quattro elementi (senza vincoli di peso): quando si regata in quattro la divisione dei ruoli prevede solitamente prodiere, il tailer, il timoniere e il tattico/volantista.
La Classe FUN è diffusa principalmente in Francia (con flotte nel Mediterraneo e in Bretagna), Italia (principalmente sui laghi di: Como, Garda, Iseo e Trasimeno), Germania, Svizzera, Austria. Dal 1991 la classe è riconosciuta dalla Federazione Italiana Vela.
L'attività sportiva in Italia prevede i campionati di zona (che si disputano in più prove nel corso dell'anno) e il circuito nazionale "FUN dell'anno". Vengono poi organizzati il campionato italiano ed il Campionato Europeo: di seguito gli albi d'oro.

## Competizioni

### Albo d'oro Campionato Europeo / Mondiale
Fino al 1996 la manifestazione era denominata "Campionato Mondiale". Successivamente sono cambiate le regole dettate dalla Federazione Internazionale della Vela e la manifestazione è stata qualificata come "Campionato Europeo".
| Anno |  | Località            | Imbarcazione            | Timoniere                               |
| ---- |  | ------------------- | ----------------------- | --------------------------------------- |
| 2014 |  | Hyères              | ITA 555 Funatica        | Mattia Pagani (Armatore Angelo Capello) |
| 2013 |  | Gargnano            | ITA 350 Dumbo           | Stefano Menoni                          |
| 2012 |  | Tegernsee           | ITA280 "Funking"        | Lorenzo Carloia                         |
| 2011 |  | Hyères              | ITA554 "Cavalcastelle"  | Adriano Vitali                          |
| 2010 |  | Bellano             | ITA11 "Piccola Peste"   | Fabio Mazzoni                           |
| 2009 |  | Tegernsee           | ITA11 "Piccola Peste"   | Fabio Mazzoni                           |
| 2008 |  | Sanary-sur-Mer      | ITA11 "Piccola Peste"   | Fabio Mazzoni                           |
| 2007 |  | Riva del Garda      | ITA11 "Piccola Peste"   | Fabio Mazzoni                           |
| 2006 |  | Chiemsee            | ITA552 "Furfunte"       | Adriano Vitali                          |
| 2005 |  | Hyères              | ITA 58 "Funtarei"       | Pierluigi Puthod                        |
| 2004 |  | Imperia             | ITA 11 "Piccola Peste"  | Mario Salani                            |
| 2003 |  | non disputato       | non disputato           | non disputato                           |
| 2002 |  | Saint-Briac-sur-Mer | ITA88 "Dulcis in fundo" | Roberto Valpolini                       |
| 2001 |  | Limone sul Garda    | ITA611 "Sillage"        | Enrico Negri                            |
| 2000 |  | Veglia              | ITA618 "Funatico"       | Paolo Airoldi                           |
| 1999 |  | Bellano             | ITA554 "Cavalcastelle"  | Fabio Mazzoni                           |
| 1998 |  | Rovigno             | ITA267 "Wonderfun"      | Sandro Solerio                          |
| 1997 |  | Malcesine           | ITA? "Funatico"         | Paolo Airoldi                           |
| 1996 |  | La Londe            | ITA58 "Funtarei"        | Edo Lanzavecchia                        |
| 1995 |  | Desenzano           | ITA287 "Wanderfun"      | Daniele Cassinari                       |
| 1994 |  | Portsmouth          | ITA287 "Wanderfun"      | Daniele Cassinari                       |
| 1993 |  | Bellano             | ITA570 "Funny Bunny"    | Roberto Spata                           |
| 1992 |  | Port Camargue       | ITA295 "Fun sul serio"  | Daniele Cassinari                       |
| 1991 |  | Deauville           | ITA466 "Valeria"        | Enrico Negri                            |

### Albo d'oro Campionato Nazionale Italiano
| Anno | Località                 | Imbarcazione            | Timoniere         | 2016 | Passignano sul Trasimeno | ITA07 "Funky" | Lorenzo Carloia | 2012 | Capodimonte (VT) | ITA76 "Gatto" | Marco Pecorella |
| 2011 | Passignano sul Trasimeno | ITA287 "Wanderfun3"     | Alberto Azzi      |      |                          |               |                 |      |                  |               |                 |
| 2010 | Rosignano Solvay         | ITA11 "Piccola Peste"   | Roberto Benedetti |      |                          |               |                 |      |                  |               |                 |
| 2009 | Toscolano Maderno        | ITA11 "Piccola Peste"   | Roberto Benedetti |      |                          |               |                 |      |                  |               |                 |
| 2008 | Scarlino                 | ITA611 "Sillage"        | Enrico Negri      |      |                          |               |                 |      |                  |               |                 |
| 2007 | Rimini                   | ITA11 "Piccola Peste"   | Fabio Mazzoni     |      |                          |               |                 |      |                  |               |                 |
| 2006 | Bellano                  | ITA11 "Piccola Peste"   | Fabio Mazzoni     |      |                          |               |                 |      |                  |               |                 |
| 2005 | Punta Ala                | ITA88 "Dulcis in fundo" | Fabio Mazzoni     |      |                          |               |                 |      |                  |               |                 |
| 2004 | Rimini                   | ITA58 "Funtarei"        | Pierluigi Puthod  |      |                          |               |                 |      |                  |               |                 |
| 2003 | Bellano                  | ITA58 "Funtarei"        | Pierluigi Puthod  |      |                          |               |                 |      |                  |               |                 |
| 2002 | Procchio                 | ITA554 "Cavalcastelle"  | Fabio Mazzoni     |      |                          |               |                 |      |                  |               |                 |
| 2001 | Marina di Ravenna        | ITA554 "Cavalcastelle"  | Fabio Mazzoni     |      |                          |               |                 |      |                  |               |                 |
| 2000 | ?                        | ?                       | ?                 |      |                          |               |                 |      |                  |               |                 |
| 1999 | ?                        | ?                       | ?                 |      |                          |               |                 |      |                  |               |                 |
| 1998 | Castiglioncello          | ITA611 "Sillage"        | Enrico Negri      |      |                          |               |                 |      |                  |               |                 |
| 1997 | Marciana Marina          | ?                       | ?                 |      |                          |               |                 |      |                  |               |                 |

### Albo d'oroFUN dell'anno
| Anno | Imbarcazione          | Armatore       |
| ---- | --------------------- | -------------- |
| 2011 | ITA287 "Wanderfun 3"  | Alberto Azzi   |
| 2010 | ITA295 "BG Fun Sport" | Alberto Nicolò |
| 2009 | ITA11 "Piccola Peste" | Sara Poci      |
| 2008 | ITA11 "Piccola Peste" | Sara Poci      |
| 2007 | ITA618 "White Funk"   | Massimo Canali |
| 2006 | ITA72 "Allonsenfun"   | Alberto Azzi   |